# Monsey
Monsey es un lugar designado por el censo (o aldea) ubicado en el condado de Rockland en el estado estadounidense de Nueva York. En el año 2000 tenía una población de 14,504 habitantes y una densidad poblacional de 2,530.6 personas por km². Monsey se encuentra ubicada dentro del pueblo de Ramapo.

## Geografía
Monsey se encuentra ubicada en las coordenadas 41°7′10″N 74°3′57″O / 41.11944, -74.06583. Según la Oficina del Censo, la ciudad tiene un área total de 3 km² (1,2 mi²), de la cual 3 km² (1,2 mi²) es tierra y 1,8 km² (0,7 mi²) (0.90%) es agua.

## Demografía
Según la Oficina del Censo en 2000 los ingresos medios por hogar en la localidad eran de $45,194, y los ingresos medios por familia eran $45,911. Los hombres tenían unos ingresos medios de $41,606 frente a los $33,576 para las mujeres. La renta per cápita para la localidad era de $14,000. Alrededor del 30.6% de la población estaban por debajo del umbral de pobreza.

## Educación
El Distrito Escolar East Ramapo Central gestiona escuelas públicas.